# Groemp
Groemp (Engels: Grawp) is een personage uit de Harry Potter-serie van de Britse schrijfster J.K. Rowling.
Groemp is een volbloed reus en de halfbroer van Rubeus Hagrid. Hagrid neemt hem mee terug uit de bergen na zijn pogingen om samen met Madame Mallemour de reuzen over te halen hun kant te kiezen.
Groemp spreekt zeer gebrekkig mensentaal. Hij krijgt van Hagrid lessen in taal en in "keurige manieren", voor zover Hagrid die kent. Aan het einde van het zesde boek zit Groemp erg rustig op een stoeltje bij de begrafenis van Albus Perkamentus, dus Harry en Ron concluderen dat het Hagrid toch enigszins gelukt is. Hij noemt Hagrid 'Hagger' en Hermelien 'Hermie'.
Groemp vocht mee tegen de Dooddoeners in de Slag om Zweinstein.